# مسجد عليا
مسجد عليا هو مسجد تاريخي يعود إلى عصر الدولة الصفوية، ويقع في أحمد أباد.